# Праманик, Пинки
Пинки Праманик (англ. Pinki Pramanik; род. 10 апреля 1986, Пурулия) — индийская спортсменка, бегунья.

## Биография
Впервые привлекла к себе внимание специалистов в 2002 г., установив четыре юниорских рекорда своего штата Западная Бенгалия. В 2003 г. дебютировала на международном уровне, приняв участие в юношеском чемпионате мира по лёгкой атлетике в Квебеке, где вышла в полуфинал в беге на 800 метров. В 2004 г., уже во взрослой возрастной категории, Праманик приняла участие в первом Чемпионате Азии по лёгкой атлетике в закрытых помещениях в Тегеране, выиграв бронзовые медали на дистанциях 800 метров и 400 метров. Годом позже на следующем розыгрыше этого чемпионата, проходившем в Паттайе, Праманик в составе сборной Индии завоевала золотую медаль в эстафете 4×400 метров, повторив этот успех в 2006 году на Азиатских играх; в том же 2006 году на Играх Содружества сборная Индии с участием Праманик завоевала в этой дисциплине серебряные медали. На счету Праманик также три золотые награды Южноазиатских игр 2006 года: в эстафете, беге на 400 и 800 метров. Однако начиная с 2007 г. в результате серии травм и несчастных случаев соревновательные успехи Праманик не поднимались выше регионального уровня.
В 2012 г. Праманик оказалась в фокусе внимания СМИ в связи с выдвинутым против неё обвинением в изнасиловании, причём заявительница утверждала, что Праманик в действительности мужчина, который сожительствовал с ней и обещал жениться, а затем передумал. 25 дней Праманик провела в заключении и была выпущена под залог. Первичное неубедительное заключение калькуттского Presidency General Hospital установило, что Праманик является мужчиной. Однако, при дальнейшем генетическом обследовании было установлено, что генетически и анатомически Праманик является интерсексом. По мнению экспертов, её физиология не позволяет ей осуществить сексуальную пенетрацию. Сама Праманик отвергла все обвинения, заявив, что обвинившая её женщина не была её любовницей, а всего лишь помогала ей по хозяйству, и объяснила маскулинизацию своего тела инъекциями тестостерона, которые делались ей на протяжении её спортивной карьеры.